# Gazzo
Gazzo település Olaszországban, Veneto régióban, Padova megyében. Lakosainak száma 4290 fő (2023. január 1.). Gazzo Grantorto, Piazzola sul Brenta, San Pietro in Gu, Torri di Quartesolo, Quinto Vicentino, Camisano Vicentino és Grumolo delle Abbadesse községekkel határos.

## Népesség
A település lakossága az elmúlt években az alábbi módon változott:
| Lakosok száma | 4305 | 4294 | 4290 |
|               | 2017 | 2018 | 2023 |